# Sitowo
Sitowo (niem. Birkenfelde) – osada w Polsce, położona w województwie zachodniopomorskim, w powiecie wałeckim, w gminie Wałcz.
W latach 1975–1998 miejscowość administracyjnie należała do województwa pilskiego.
Około 1,5 km na zachód od osady znajduje się jezioro o nazwie Sitowo.